# توم جانون
توم جانون (بالإنجليزية: Tom Gannon)‏ هو سياسي أمريكي، ولد في 5 مايو 1943 في فيلادلفيا في الولايات المتحدة. حزبياً، نشط في الحزب الجمهوري. وقد انتخب عضو مجلس نواب بنسيلفانيا.